# Hostivít
Hostivít est le dernier des sept princes mythiques qui gouvernent la Bohême entre Přemysl le laboureur le fondateur éponyme de la dynastie des  Přemyslides et Bořivoj le premier prince attesté historiquement.

## Contexte
Les noms de ces princes sont mentionnés dans la « Chronica Boemorum » de Cosmas de Prague du début du XIIe siècle et transmis par le biais de nombreux ouvrages historiques du XIXe siècle  comme « L'Histoire du peuple tchèque en Bohême et Moravie » de František Palacký. Selon la tradition il est le fils de Neklan et le père du prince historique Bořivoj Ier de Bohême.
Plusieurs historiens supposent quà la naissance de  Ludmila, Hostivít ou son suzerain Svatopluk Ier de Grande-Moravie et le père de Ludmila nommé, Slavibor, s'accordent pour que Bořivoj et Ludmilla contracte une union ce qui s'accorderait à la mention  de la procession de mariage d'une épouse inconnue mentionnée dans les Annales Fuldenses en 871. Selon la  Chronique de Dalimil, Hostivít avait un frère nommé Děpolt qui hérite du domaine Kouřim.

## Origine du nom
Le nom d'Hostivít est constitué par deux mots Slavon "hosti" signifiant  invité et "vítat" dont le sens est Bienvenu. Záviš Kalandra estime que les noms des sept princes sont une forme cryptée des noms des jours de la semaine en vieux slavon - Hostivít étant le septième - Samedi le jour où les invités sont les bienvenus. Une autre théorie avance que leur nom sont une mauvaise interprétation d'un texte par ailleurs incomplet en vieux slavon.